# Crosby (Texas)
Crosby es un lugar designado por el censo ubicado en el condado de Harris en el estado estadounidense de Texas. En el Censo de 2010 tenía una población de 2.299 habitantes y una densidad poblacional de 397,51 personas por km².

## Geografía
Crosby se encuentra ubicado en las coordenadas 29°54′55″N 95°3′28″O / 29.91528, -95.05778. Según la Oficina del Censo de los Estados Unidos, Crosby tiene una superficie total de 5.78 km², de la cual 5.77 km² corresponden a tierra firme y (0.31%) 0.02 km² es agua.

## Demografía
Según el censo de 2010, había 2.299 personas residiendo en Crosby. La densidad de población era de 397,51 hab./km². De los 2.299 habitantes, Crosby estaba compuesto por el 68.64% blancos, el 6% eran afroamericanos, el 0.74% eran amerindios, el 0.61% eran asiáticos, el 0.22% eran isleños del Pacífico, el 21.49% eran de otras razas y el 2.31% pertenecían a dos o más razas. Del total de la población el 34.36% eran hispanos o latinos de cualquier raza.

## Transporte
La División de Servicios de Tránsito del Condado de Harris gestiona servicios de transporte.

## Educación
El Distrito Escolar Independiente de Crosby gestiona escuelas públicas.
La Biblioteca Pública del Condado de Harris gestiona la Biblioteca Sucursal Crosby.